# Iglesia de Sant Climent de Coll de Nargó
La iglesia de San Clemente (en catalán L'església de Sant Climent) situada en la localidad de Coll de Nargó (Lérida), en la comarca del Alto Urgel de Cataluña, en España.

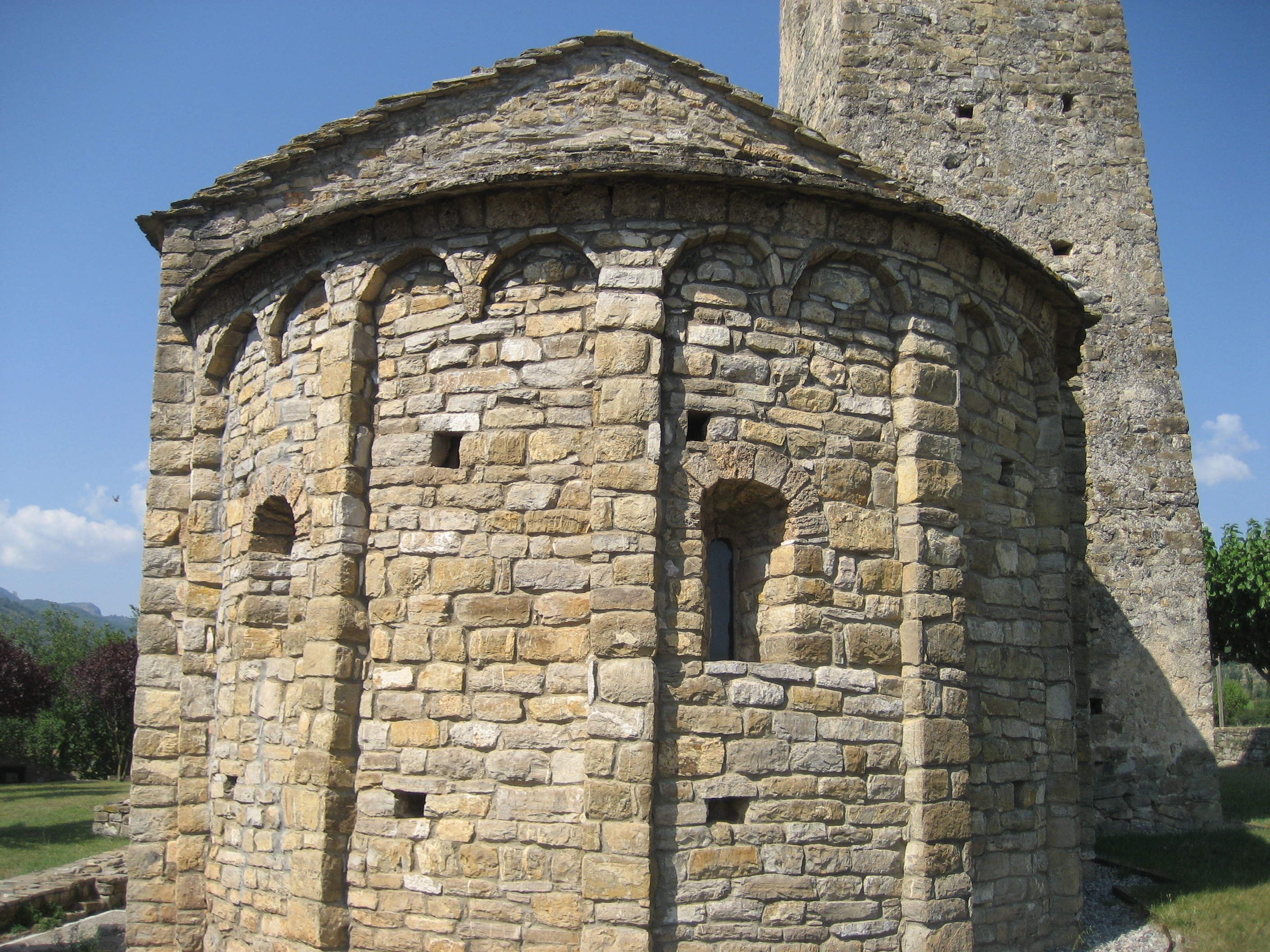
Ábside de la iglesia, con decoración lombarda.

Del siglo X o principio del siglo XI, es de arquitectura románico-lombarda, con una sola nave y cubierta a dos aguas; la parte exterior de la fachada está adornada con arquillos ciegos. 
El ábside presenta una cubierta de bóveda de cuarto de esfera y le recorre en su parte exterior un friso de arcuaciones ciegas distribuidas entre lesenas lombardas y tiene tres ventanas con arcos de medio punto.
El campanario de influencia islámica en su primer cuerpo presenta ventanales de arco de herradura y forma piramidal, en el segundo cuerpo edificado posteriormente, ya se aprecia el estilo románico con ventanales triforos y arquillos ciegos lombardos.